# Acrolophus corticinocolor
Acrolophus corticinocolor är en fjärilsart som beskrevs av Embrik Strand 1920. Acrolophus corticinocolor ingår i släktet Acrolophus och familjen Acrolophidae. Inga underarter finns listade i Catalogue of Life.